# Gravitationslins

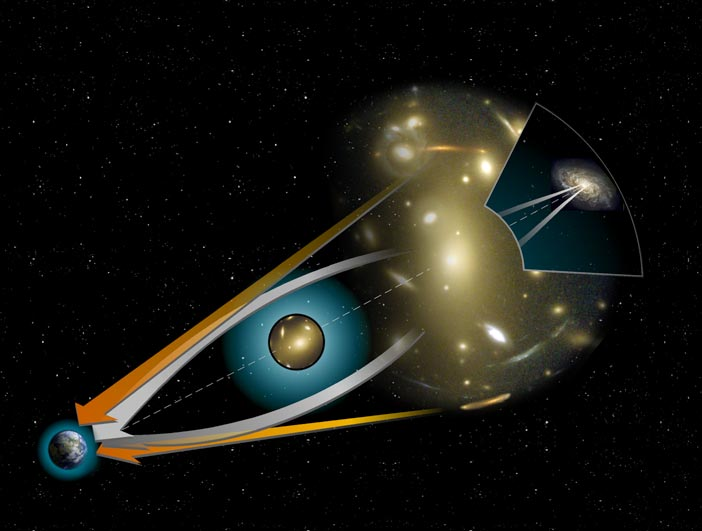
Ljus böjs i närheten av massiva objekt. De orangea linjerna visar objektets skenbara position och de vita linjerna visar ljusets väg från källans verkliga position.

En gravitationslins är ett astronomiskt fenomen som har förmåga att bryta ljuset från en ljuskälla på dess väg till observatören. Gravitationslinsen byggs upp av en fördelning av materia, som en galaxhop. Själva effekten, gravitationsbrytning eller "ljusböjning" förutsågs i Albert Einsteins allmänna relativitetsteori.

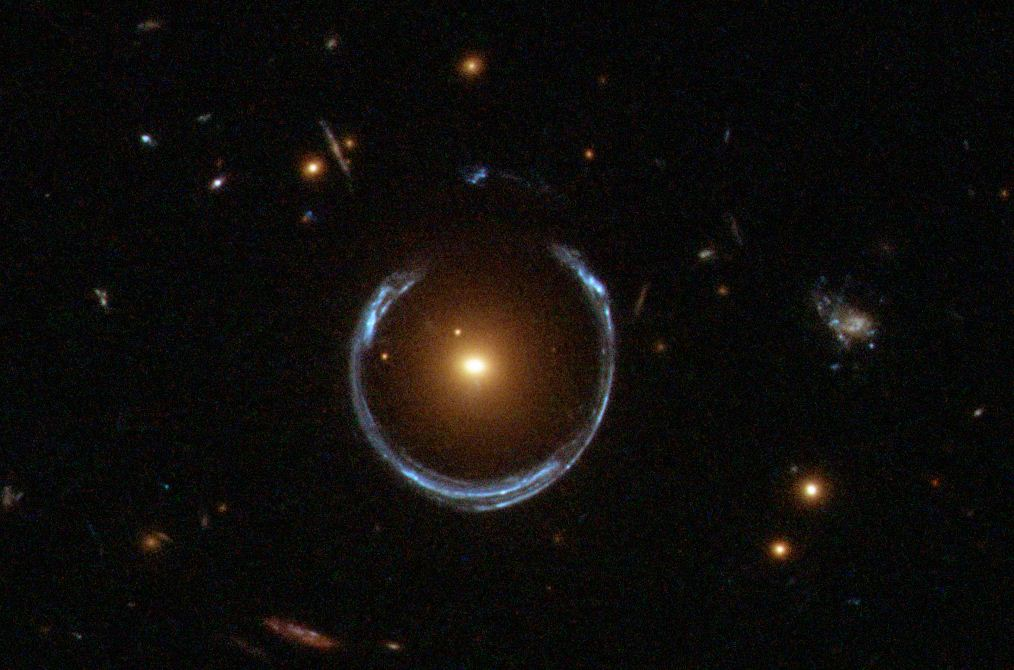
En röd ljusstark galax, med en blå galax bakom sig. Ringen är det förvrängda ljuset från den blå galaxen.

Även om Orest Chwolson var den förste som diskuterade fenomenet i tryck 1924, förknippas effekten vanligen med Einstein, som publicerade en känd artikel i ämnet 1936. Fritz Zwicky framförde 1937 att galaxhopar kan fungera som gravitationslinser.

## Beskrivning
Eftersom rumtiden är krökt kring ett tungt föremål, till exempel en galaxhop eller ett svart hål, böjs de ljusstrålar som är på väg mot oss från en ljuskälla bakom den. Denna linseffekt kan förstora och förvränga bilden av ljuskällan. 
Till skillnad från en optisk lins, så böjs de strålar mest som går närmast mitten av linsen, medan de strålar som går mer perifert böjs mindre. Följaktligen har en gravitationslins ingen enskild brännpunkt, utan i stället en central fokallinje. Om ljuskällan, den brytande massan och observatören ligger i rät linje, syns ljuskällan som en ring runt den brytande massan. Om det är en viss förskjutning mellan observatören och ljuskällan syns källan istället som en båge. Detta fenomen nämndes första gången 1924 av fysikern Orest Chwolson i Sankt Petersburg. Albert Einstein visade 1936 hur man kan beräkna storleken på den förvrängda bilden, varför den optiska effekten i litteraturen oftast kallas Einsteinring. Då den brytande massan inte är sfärisk och observatören och källan inte ligger i rät linje ser observatören flera förvrängda bilder av samma källa. Antalet och formen på dessa är beroende av den relativa positionen av källan, linsen och observatör, och av formen på gravitationslinsen.
Det finns tre typer av gravitationslinser: 
- Stark linseffekt: Bilden visar väl synliga förvrängningar som Einstein-ringar och -bågar.
- Svag linseffekt: Förvrängningen av ljusskällan är mycket mindre och kan bara upptäckas genom analys av ett stort antal källor för att finna samstämmiga förvrängningar av endast ett fåtal procent. Linseffekten dyker upp statistiskt som en prioriterad sträckning av ett bakgrundsobjekt vinkelrätt mot mitten av linsen. Genom att mäta former och riktningar för ett stort antal avlägsna galaxer, kan deras riktlinjer som medelvärdet för att mäta klippa av Lins böjnings området i någon region. Detta i sin tur kan användas för att rekonstruera massdistribution i området. I synnerhet kan bakgrundsfördelningen av mörk materia rekonstrueras. Eftersom galaxer är nära elliptiska och den svaga gravitationlinseffekten är liten, måste ett mycket stort antal galaxer användas i dessa undersökningar. Dessa undersökningar av svaga linser måste undvika ett antal viktiga källor till systematiska fel: den inneboende formen av galaxer, måste en kameras punkt spridnings funktion att snedvrida formen av en galax och tendensen i atmosfären att se att snedvrida bilder förstås och noggrant redovisas. De kan också ge viktig framtida mätningar för mörk energi.
- Mikrolins: Ingen distinkt form observeras men mängden ljus från ett bakgrundsobjekt förändras med tiden när källa och lins rör sig relativt observatören. Mikrolinsning märks typiskt för stjärnor i Vintergatan och har bland annat lett till upptäckten av exoplaneter.

Gravitationslinser påverkar alla typer av elektromagnetisk strålning lika mycket, inte bara synligt ljus. Svaga linsböjningar studeras med den kosmiska bakgrundsstrålningen liksom galaxundersökningar. Starka linser har observerats i radio- och röntgenstrålning. Om en stark lins med variabel källa ger flera bilder, kan även en relativ tidsfördröjning i variabiliteten mätas mellan två vägar.

## Studier av gravitationslinser
Observationer av gravitationslinsning kan användas för att undersöka själva linsen och ger möjlighet att direkta mäta massan hos de objekt som bildar linsen. Medan de flesta andra astronomiska observationer enbart kan mäta det utsända ljuset, kan studier av gravitationslinser användas för att studera massans fördelning. 
Observationer av mikrolinser kan ge information om jämförelsevis små astronomiska objekt, som ljussvaga men tunga objekt i vår egen galax eller exoplaneter (planeter i andra solsystem än vårt eget). 
Brytning av ljus från avlägsna galaxer orsakade av en galaxhop i förgrunden kan ge oss information om mängden och fördelningen av massa i galaxhopen, som domineras av osynlig mörk materia. Antalet starka gravitationslinser runtom på himlen kan också användas till att mäta värden av kosmologiska parametrar som till exempel medeldensiteten av all massa i universum. Svaga gravitationslinser kan utöka analysen från de mest massiva galaxhoparna och kan till exempel rekonstruera den storskaliga fördelningen av massa i universum.

### Universums geometri
Som en rent geometrisk effekt kan gravitationslinser användas till att mäta historien om universums expansion (dess storlek som en funktion av tiden sedan Big Bang), vilken beskrivs av Hubbles lag. Om massfördelningen i förgrunden är väl förstådd (vanligtvis från flera starka brytningsbågar, och möjligtvis svaga ringar i utkanterna), kan två andra fria parametrar användas för att begränsa Hubbles konstant, eller avvikelser från Hubbles lag orsakade av mörk energi. I båda fallen behövs i princip bara en gravitationslins för bästa möjliga mätning. Sökandet fortsätter efter den perfekta linsen, med många multipla avbildade bågar.
Det blir en tidsskillnad (några dagar eller veckor) mellan olika bilder av samma källa på grund av att:
1. de olika bildernas ljus har färdats olika lång väg.
2. den allmänrelativistiska Shapiroeffekten, som gör att ljus tar längre tid på sig att passera ett område med starkare gravitation.

En gravitationslins förstorar och förvränger fler avlägsna källor än de precis bakom linsen (men inte de framför linsen). Enkel geometri kan användas för att beräkna effekten av en gravitationslins som en funktion av vinkeldiameteravståndet till källan. Om förvrängningen kan mätas för multipla avstånd kan detta avstånd jämföras med rödförskjutningen hos dessa källor och ge ett direkt Hubblediagram. Vidare kräver denna teknik bara förhållandet av förvrängningen mellan två avstånd. Beroendet av förgrundslinsens totala massa upphävs därför och behöver inte vara begränsande (även om dess radiella profil är det). Genom att använda en mer massiv lins ökar helt enkelt signal-brusförhållandet när man mäter.

## Sökandet efter gravitationslinser
De flesta av gravitationslinserna hittades förr av misstag. Sökandet efter gravitationslinser i den norra hemisfären (Cosmic Lens All Sky Survey, CLASS), genomfört i radiofrekvenser med hjälp av Very Large Array (VLA) i New Mexico, ledde till upptäckandet av 22 nya linsbrytninssystem, vilket var en stor milstolpe. Detta har öppnat en helt ny värld för forskning som sträcker sig från att hitta väldigt avlägsna objekt till att hitta värden på kosmologiska parametrar så att vi på så sätt kan förstå universum bättre.